# Costa di Graham

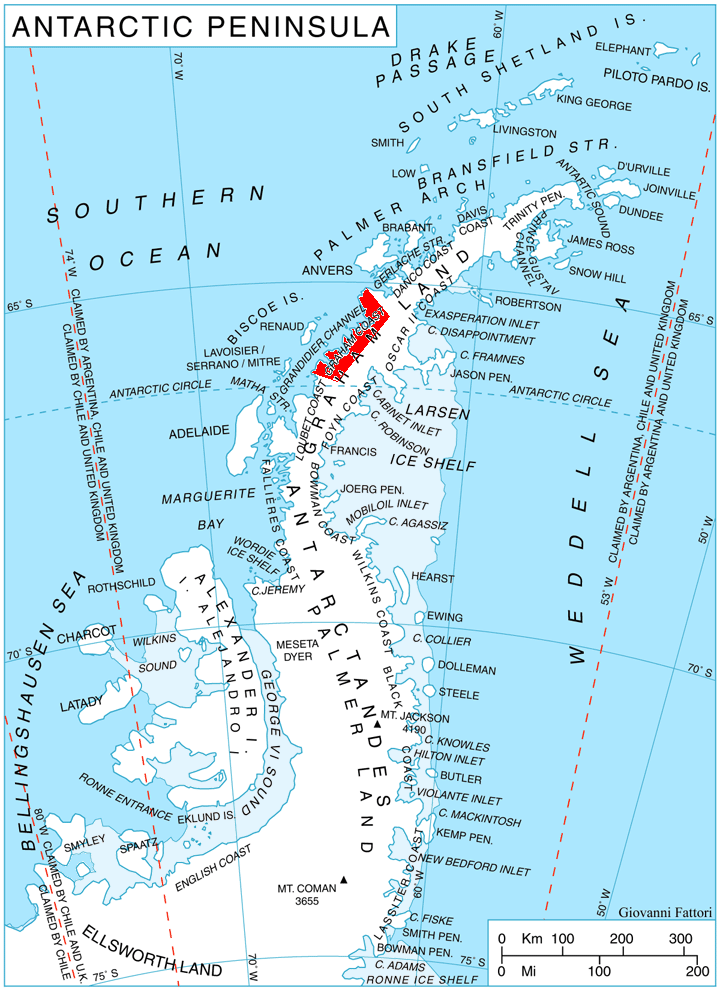
La costa di Graham nella penisola Antartica.

La costa di Graham (centrata alle coordinate 65°45′S 64°00′W) è una porzione della costa della Terra di Graham, in Antartide. In particolare, la costa di Graham si estende per 172 km nella parte occidentale della penisola Antartica tra capo Renard, a nordest, e capo Bellue, a sudovest, confinando quindi a nordest con la costa di Danco e a sudovest con la costa di Loubet.

## Storia
La costa di Graham fu così battezzata in onore di Sir James Graham, primo lord dell'ammiragliato durante la prima esplorazione di quest'area effettuata da John Biscoe.